# نکسن تایر
نکسن تایر (به انگلیسی: Nexen Tire) شرکت تولید تایر می‌باشد که در سانگ‌سان، جئونسانگنام-دو در جنوب شرق کره جنوبی واقع شده است. این شرکت در سال ۱۹۴۲ تحت عنوان شرکت Heung-A Tire تاسیس شد.
از رقبای اصلی این شرکت در بازار می توان به کومهو و هانکوک اشاره کرد.